# Coniopteryx obtusa
Coniopteryx obtusa är en insektsart som beskrevs av Withycombe 1925. Coniopteryx obtusa ingår i släktet Coniopteryx och familjen vaxsländor. Inga underarter finns listade i Catalogue of Life.